# 북위 헌문제
위 현조 헌문황제 탁발홍(魏 顯祖 獻文皇帝 拓跋弘, 454년 8월 14일(음력 7월 5일) ~ 476년 7월 20일(음력 6월 13일))은 중국 남북조 시대의 북위의 제6대 황제(재위：465년 - 471년). 문성제의 장남이다.

## 생애
456년에 태자에 봉해지고 465년에 즉위했다. 치세 초기는 나이가 어려 승상 을혼(乙渾)이 실질적으로 통치하고 있었는데, 계모 풍태후(馮太后, 문명황후(文明皇后))가 을혼을 살해하자 칭제를 실시했다.
469년에 친정을 개시하고, 장남 탁발굉(효문제)을 태자로 정했다. 삼등 구품의 제를 규정 국내의 통치를 정비하여 다음의 효문제의 전성기의 주춧돌을 쌓아 올렸다.
471년에 태자인 탁발굉(당시 5세)에게 양위하고 스스로를 태상황제(太上皇帝)라고 칭했다.
476년에 풍태후(馮太后)의 미움을 받아 짐살당했다. 당시 22세였다.

## 가계
- 황후(추존) : 사황후 이씨(思皇后 李氏) (?~479) : 자귀모사제도로 사망
  - 제 1황자 : 황태자 원굉(元宏) - (북위 효문제)
- 후궁 : 소의 봉씨(昭儀 封氏)
  - 차남 함양왕 탁발희(咸陽王 拓跋禧)
- 후궁 : 귀인 한씨(貴人 韓氏)
  - 제 3황자 : 조군령왕 탁발간(趙郡靈王 拓跋幹) (?~479)
  - 제 5황자 : 고양문목왕 탁발옹(高陽文穆王 拓跋雍) (?~528)
- 후궁 : 귀인 반씨(貴人 潘氏)
  - 제 6황자 : 팽성무선왕 탁발협(彭城武宣王 拓跋勰) - (북위 문목제)
- 후궁 : 초방 맹씨(椒房 孟氏)
  - 제 4황자 : 광릉혜왕 탁발우(廣陵惠王 拓跋羽) (471~501)
    - 황손 : 광릉왕 원공(廣陵王 元恭) - (북위 절민제)
- 후궁 : 초방 고씨(椒房 高氏)
  - 제 7황자 : 북해평왕 탁발상(北海平王 拓跋祥 476?~504)
- 생모미상
  - 황녀 : 상산공주(常山公主)
  - 황녀 : 낙량공주(樂良公主)
  - 황녀 : 팽성공주(彭城公主)
  - 황녀 : 낙안공주(樂安公主)

## 기년
| 헌문제      | 원년            | 2년                 | 3년        | 4년        | 5년        | 6년        |
| ----------- | --------------- | ------------------- | ---------- | ---------- | ---------- | ---------- |
| 서력 (西曆) | 466년           | 467년               | 468년      | 469년      | 470년      | 471년      |
| 간지 (干支) | 병오(丙午)      | 정미(丁未)          | 무신(戊申) | 기유(己酉) | 경술(庚戌) | 신해(辛亥) |
| 연호 (年號) | 천안(天安) 원년 | 2년 황흥(皇興) 원년 | 2년        | 3년        | 4년        | 5년        |